# Poaphilini
De Poaphilini zijn een geslachtengroep van vlinders in de onderfamilie Erebinae.

## Geslachten
- Achaea Hübner, 1823
- Allotria Hübner, 1823
- Chalciope Hübner, 1823
- Cutina Walker, 1866
- Dysgonia Hübner, 1823
- Euphiusa Hampson, 1913
- Ezra McCabe, 2022
- Facies McCabe, 2022
- Focillidia Hampson, 1913
- Gondysia Berio, 1955
- Grammodes Guenée, 1852
- Macaldenia Moore, 1885
- Mimophisma Hampson, 1926
- Pseudophisma Hampson, 1926
- Tolna Walker, 1869